# Leskia pertinax
Leskia pertinax är en tvåvingeart som först beskrevs av Charles Howard Curran 1934.  Leskia pertinax ingår i släktet Leskia och familjen parasitflugor. Inga underarter finns listade i Catalogue of Life.